# チャールズ・W・エンゲルハード・ジュニア
チャールズ・W・エンゲルハード・ジュニア（Charles W. Engelhard Jr.、1917年2月15日 – 1971年3月2日）はアメリカ合衆国ニュージャージー州出身の実業家。父チャールズ・W・エンゲルハード・シニアによって設立された国際的な鉱業・金属コングロマリットであるエンゲルハード社を統括していた。

## 金属事業
金属会社エンゲルハードは1902年にドイツ系アメリカ人であるチャールズ・W・エンゲルハード・シニアによって設立された。同社は金属加工事業に従事し、プラチナや金、銀を扱っていた。1950年に父親が亡くなると、チャールズエンゲルハード・ジュニアはその家業を継承、南アフリカや南アメリカ、ヨーロッパへと事業を拡大し、同社を世界有数の貴金属精製業者の1つに育て上げた。1958年、エンゲルハードはさまざまな事業会社をエンゲルハード本社に統合し、ニューヨーク証券取引所で株式公開を行った。 1961年、『タイム』誌はエンゲルハードを「南アフリカで最も強力なビジネスマンの1人」と表現した。
南アフリカにおける金の買収に対するエンゲルハード社の重要性は増し、エンゲルハード社は南アフリカの主要な投資家となった。同社はさらに金、銅、石炭の採掘ベンチャーを買収・投資していった。さらに南アフリカの事業への投資資金を調達するための持株会社を米国に設立した。同社は南アフリカのビジネス界の大物であるハリー・オッペンハイマーと協力し、エンゲルハードはオッペンハイマーの持つアングロ・アメリカンの取締役会にも選出された。このような姿勢から、エンゲルハードらはアパルトヘイト体制を間接的に支援しているとして批判されることもあった。
エンゲルハード社は、ネルソン・バンカー・ハントとW・ハーバート・ハント、日本の商社である三井物産と三菱の商社であるフィリップ・ブラザーズと取引を行っていた。エンゲルハードの没後も同社の影響力は大きなものであった。

## 政治
エンゲルハードはアメリカ民主党の主要な支援者であり、 1960年のアメリカ大統領選挙において、ジョン・F・ケネディとリンドン・ジョンソンの選挙対策委員会を組織した。このほか、教皇パウロ6世の戴冠式にはケネディを代表して参加している。
1955年にはニュージャージー州議会に立候補、マルコム・フォーブスを相手に「億万長者の戦い」と呼ばれた対決をしたが、フォーブス19,981票対エンゲルハード19,611票で敗れている。

## 家族
エンゲルハードは1947年に未亡人のジェーン・マンハイマーと結婚した。 エンゲルハードはマンハイマーの娘、アン・フランス・マンハイマーも迎え、最終的には妻とともにさらに4人の娘を儲けた。 

## 慈善活動
チャールズ・エンゲルハードは、南アフリカ、イギリス、アメリカにおいて慈善活動を支援してきた。南アフリカのクルーガー国立公園、レタバ川にあるエンゲルハード・ダムは、エンゲルハードによる南アフリカ国立公園委員会への寄付に対する感謝の意を表して名付けられたものである。
チャールズ・エンゲルハード財団は、エンゲルハード夫妻没後もその子供たちによって率いられ、教育、医学研究、文化機関、野生生物の保護団体など幅広い分野に資金を提供してる。たとえばメトロポリタン美術館には大規模な寄付を行っており、そのアメリカン・ウィングには「チャールズ・エンゲルハード・コート」が設置されている。大学機関に対しても支援を多く行っており、ハーバード大学のジョン・F・ケネディスクールに図書館を建設したり、モンタナ大学の学術プログラムの支援者ともなっている。1967年、エンゲルハード夫妻は、精巧な18世紀のナポリの「クレシェ」をホワイトハウスに寄贈している。

## 競馬
エンゲルハードはサラブレッド競馬へ深い関心を示し、イングランドと南アフリカ、さらにサウスカロライナ州エイキンなどで競走馬を所有した。仮定名称の「クラッグウッドステーブル」は、ニュージャージー州ファーヒルズにあるエンゲルハードの地所にちなんで名付けられた。おもにマッケンジー・ミラー調教師に競走馬を預け、レッドリアリティやアサガイ、テンタム、アレイファイター、ヘイローなどを走らせてきた。南アフリカの所有馬ではハワイがもっとも有名で、南アフリカとアメリカで大競走を制し、1969年にはアメリカのエクリプス賞最優秀芝牡馬に選出された。
エンゲルハードの死後、遺族は1962年 - 1976年にクラッグウッドステーブルが獲得したトロフィーのコレクションを寄付に回した。

### ニジンスキー
エンゲルハードはロンドンにも住居を保有しており、競馬においても最大の成功を収めたのがイギリスでのことであった。エンゲルハードの馬は、1964年と1967年、1968年、1970年と6度のイギリスクラシック競走で優勝し、1970年にはエンゲルハードがイギリス最優秀馬主に選出されている。
最高の成功を収めたのが、カナダのオンタリオ州で開催されたウインドフィールズファームのセールで購入されたニジンスキーであった。アイルランドの調教師ヴィンセント・オブライエンに預けられた同馬は、1969年の2歳時を無敗で過ごし、翌年は2000ギニー、エプソムダービー、セントレジャーステークスを制して35年ぶりのイギリス三冠馬となった。

## 最期
エンゲルハードは1971年にフロリダ州ボカグランデで死去した。彼の葬儀は、ニュージャージー州モリス郡のデルバートン学校のセントメアリーズ修道院教会で3月5日に開催された。名誉棺側添人には元大統領リンドン・ジョンソンが務めた。そのほか、アメリカ上院議員のヒューバート・ハンフリー、テッド・ケネディ、マイク・マンスフィールド、ハリソン・A・ウィリアムズ・ジュニア、元知事のロバート・B・メイナー、リチャード・J・ヒューズも参列した。

## エピソード
『フォーブス』や『ニューヨークタイムズ』などが報じるには、エンゲルハードはイアン・フレミングの小説『ゴールドフィンガー』とその映画に登場する人物オーリック・ゴールドフィンガーの元ネタになったという。